# Крокодил (филм)
„Крокодил“ је југословенски филм из 1960. године. Режирао га је Антон Марти, а сценарио је писао Иво Штивичић по делу Фјодора Достојевског.

## Улоге
| Глумац         | Улога |
| -------------- | ----- |
| Ета Бортолаци  |       |
| Борис Бузанчић |       |
| Иво Кадић      |       |
| Емил Кутијаро  |       |
| Златко Мадунић |       |
| Антун Налис    |       |
| Иван Шубић     |       |